# Helmuth Plessner
Helmuth Plessner (4 de septiembre de 1892, Wiesbaden - 12 de junio de 1985, Gotinga) fue un filósofo y sociólogo alemán, y uno de los impulsores de la antropología filosófica. De hecho, se le considera uno de sus fundadores, junto con Max Scheler y Arnold Gehlen.
Desde 1953 hasta 1959, fue director de la Deutsche Gesellschaft für Soziologie. Y hoy en día es conocido por la denominación que hizo sobre la excentricidad del hombre en el mundo, una teoría según la cual el ser humano es el único animal capaz de trascender a su propio cuerpo.

## Filosofía

### Materialismoa prioride Plessner
Plessner desarrolló una Antropología Filosófica y una Antropología Biológica que pueden hoy considerarse una hermenéutica de la naturaleza. Según Plessner, la vida se expresa a ella misma, y parte de esta expresión se realiza en términos de formas de vida sensibles. Al expresarse a través de los sentidos humanos, la vida proporciona el material constituyente a priori de la percepción (para reemplazar el idealismo cognitivo de Inmanuel Kant acerca de las categorías y las intuiciones a priori producidas al utilizar la subjetividad trascendental como filtro a través del cual el hombre espontáneamente ordena las experiencias del mundo). En otras palabras, los sentidos son las cualidades formales que nos hacen conscientes a priori –las condiciones a través de las cuales experimentamos las cosas–, condiciones tales que el tiempo, el espacio, la causalidad y el número, y, de hecho, las leyes de la Física, sea como sea que las conceptualicemos, nos vienen dadas por nuestra propia naturaleza física y por la naturaleza física del entorno que habitamos, a través de nuestro crecimiento interaccionando en ese entorno.

### Las tres categorías de la naturalezaa prioriy "excentricidad" de la intencionalidad humana
Desde Husserl y Max Scheler, Plessner adaptó la idea de la intencionalidad de la conciencia lejos de un ego  trascendental o la percepción y en su lugar coloca los motivos del comportamiento (en el sentido más amplio del término) de los organismo interactivos del medio ambiente como una realización de límites que representan el lugar donde los impulsos o el crecimiento del organismo se reúne con el mismo, para Plessner la intención de la conciencia está realizada en el acto del auto-posicionamiento. 
Hay ámbitos de acción y entendimiento que definen la conciencia y que al mismo tiempo son la conexión en el mundo material de la naturaleza. Si hablamos de plantas, por ejemplo, su autoexpresión es, de manera absoluta, que sus límites están abiertos, definidos hacía una simple forma de retroalimentación con el entorno, las plantas no tienen la habilidad de expresar preferencias intencionales con respecto a su entorno.
Los animales, por su parte, son conscientes de sus propios límites y están constantemente presionados hacía él, así exhiben una cercana clase de intencionalidad atrapada en sus propios límites, este es el límite de su expresión. 
Finalmente, los seres humanos alternamos entre una intencionalidad abierta y una cerrada - nosotros somos esos límites, pero también, los tenemos, y los límites de esas fronteras de la acción humana, la influencia y el ser, lo describe Plessner como la excentricidad de la intencionalidad humana en sus relaciones ambientales y su determinación. Para Plessner, nuestra propia subjetividad puede ser comprendida en términos de la expresividad a priori en la naturaleza, y nuestra experiencia de las relaciones con ella.

## Obra

### En alemán
- Die wissenschaftliche Idee. Ein Entwurf über ihre Form, Heidelberg 1913
- Vom Anfang als Prinzip der Bildung transzendentaler Wahrheit (Begriff der kritischen Reflexion), Heidelberg 1918
- Die Einheit der Sinne. Grundlinien einer Ästhesiologie des Geistes, Bonn 1923
- Grenzen der Gemeinschaft. Eine Kritik des sozialen Radikalismus, Bonn 1924
- Die Stufen des Organischen und der Mensch. Einleitung in die philosophische Anthropologie, Berlín / Leipzig 1928
- Macht und menschliche Natur. Ein Versuch zur Anthropologie der geschichtlichen Weltansicht, in: Fachschriften zur Politik und staatsbürgerlichen Erziehung, Nr. 3, ed. v. Ernst von Hippel, Berlín 1931.
- Die verspätete Nation. Über die Verführbarkeit bürgerlichen Geistes, Stuttgart 1959 (ursprünglich 1935).
- Lachen und Weinen. Eine Untersuchung nach den Grenzen menschlichen Verhaltens, Arnhem 1941.
- Zur Anthropologie des Schauspielersin: Festschrift für H. J. Pos, Ámsterdam 1948, 208-223.
- Das Lächeln, in: Pro regno et sanctuario. Festschrift für G. van der Leeuw, Nijkerk 1950, 365-376.
- Conditio humana, in: Propyläen Weltgeschichte. Eine Universalgeschichte, ed. v. Golo Mann / Alfred Heuß, Bd. I: Vorgeschichte – Frühe Hochkulturen, Berlín / Frankfurt a.M. / Wien 1961: Propyläen Verlag, 33-86
- Die Emanzipation der Macht, in: Von der Macht. Hannoversche Beiträge zur politischen Bildung, vol. 2, ed. von der Niedersächsischen Landeszentrale für politische Bildung. Hannover 1962, 7-25
- Anthropologie der Sinne, in: Philosophische Anthropologie [1970/A1], 187-251

### En inglés
- Political Anthropology [Macht und menschliche Natur], transl. by Nils F. Schott, with an introd. by Heike Delitz and Robert Seifert and an epilogue by Joachim Fischer, Evanston: Nortwestern UP, 2018.
- The Limits of Community. A. Critique of Social Radicalism, transl. and introd. by Andrew Wallace, Humanity Books, New York: Prometheus Books 1999.
- Laughing and crying: A Study of the Limits of Human Behaviour, transl. by J. S. Churchill & Marjorie Grene, Evanston: Northwestern University Press 1970.
- The Social Conditions of Modern Painting, in: Straus, Erwin W./Griffith, Richard M. (ed..) Aisthesis and Aesthetics. The Fourth Lexington Conference on Pure and Applied Phenomenology, Pittsburgh: Pa. 1970, 178-188.
- A Newton of a Blade of Grass? (and Discussion), in: M. Grene (ed.), Toward a unity of knowledge, in: Psychological Issues, Vol. VI, No.2, New York 1969, 135-176.
- De homine abscondito, in: Social Research 36 (1969), 497-509
- On human expression, in: Phenomenology: pure and applied. The first Lexington Conference, edited by Erwin Straus, Pittsburgh 1964, 63-74.
- On the relation of time to death, in: Campbell, Joseph (ed.), Man and Time: Papers from the Eranos Yearbooks, Princeton 1957, 233-263.